# 12 Lower Ardelve

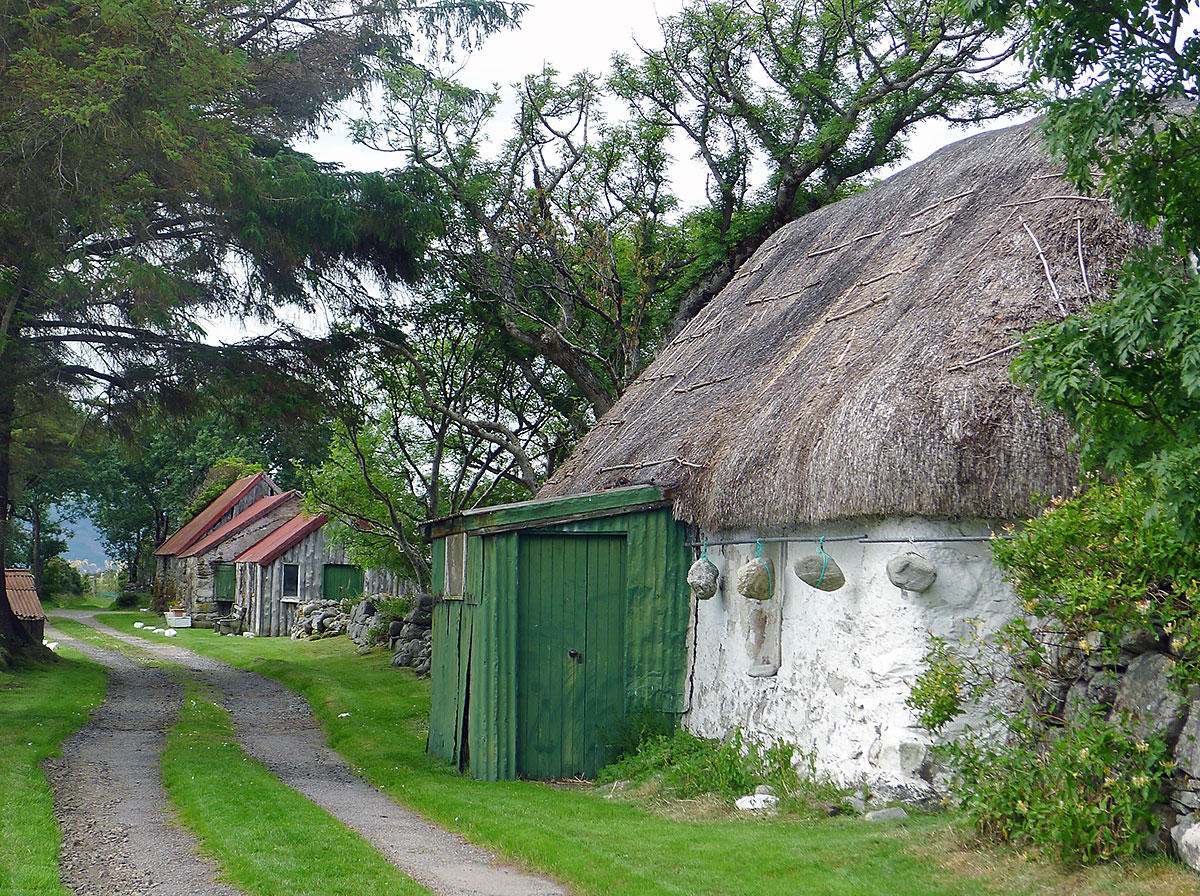
12 Lower Ardelve

Unter der Adresse 12 Lower Ardelve in der schottischen Ortschaft Ardelve in der Council Area Highland befindet sich ein Wohngebäude. 1971 wurde das Bauwerk in die schottischen Denkmallisten in der höchsten Denkmalkategorie A aufgenommen.

## Geschichte
Das Cottage wurde im 19. Jahrhundert, vermutlich in den 1840er oder 1850er Jahren errichtet. Das Gebäude war noch bis 1990 bewohnt. 1996 wurde das Reetdach erneuert. 1998 wurde das Gebäude in das Register gefährdeter denkmalgeschützter Bauwerke in Schottland aufgenommen. Im Februar 2021 stellte Historic Environment Scotland 14.375 £ zur Restaurierung von 12 Lower Ardelve zur Verfügung. Im selben Monat wurden die Arbeiten begonnen.

## Beschreibung
12 Lower Ardelve steht am Südrand der Streusiedlung und überblickt den Kopf von Loch Alsh, Loch Duich und die Eilean Tioram. Das eingeschossige Cottage ist im traditionellen lokalen Stil ausgeführt, von welchem heute nur wenige Exemplare erhalten sind. Seine südexponierte Hauptfassade ist drei Achsen weit. Die zentrale Tür wurde später durch einen Vorbau aus Wellblech ergänzt. Flankierend sind vierteilige Sprossenfenster in das Feldsteinmauerwerk eingelassen. Das ebenfalls vierteilige Sprossenfenster an der rückwärtigen Fassade ist kleiner ausgeführt. Die Kanten des Cottages sind gerundet; die Fassaden sind gekalkt. Das Gebäude schließt mit einem reetgedeckten Walmdach.
Vier gebogene Eichenholzstreben (Crucks) spannen das Dachgewölbe auf. Der Innenraum ist in zwei Haupträume sowie einen kleinen abgetrennten Raum unterteilt. Selten erhalten ist der gemauerte Ofen mit Helm an der Ostseite, dessen Kamin firstständig aus dem Reetdach ragt.